# Acanthodactylus tilburyi
Acanthodactylus tilburyi är en ödleart som beskrevs av  Arnold 1986. Acanthodactylus tilburyi ingår i släktet fransfingerödlor, och familjen lacertider. IUCN kategoriserar arten globalt som livskraftig. Inga underarter finns listade i Catalogue of Life.